# Juan Daza
Juan Rodríguez Daza (?-Córdoba, 21 de mayo de 1510) fue un eclesiástico y jurista español, obispo sucesivamente de Catania, Oviedo, Cartagena y Córdoba, presidente de la Real Chancillería de Granada y del Consejo de Castilla.